# Kerstin Kjellberg-Jacobsson
För den naivistiska målare, född 24 juli 1906 på Gotland, se Kerstin Kjellberg

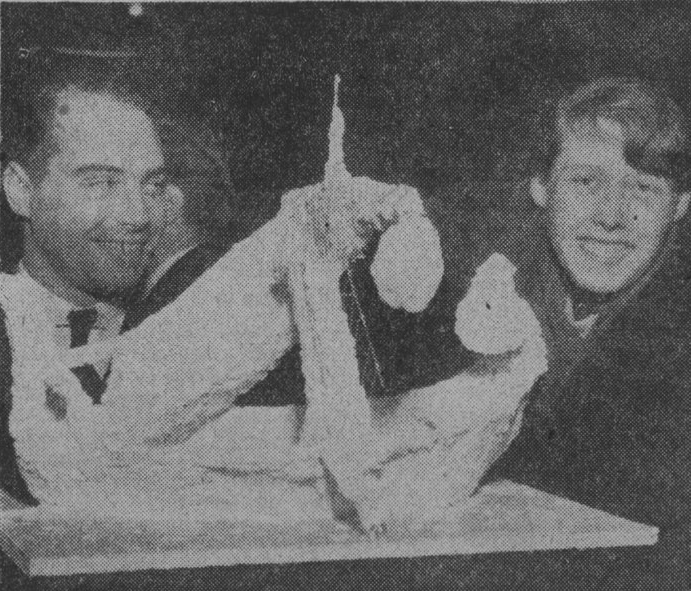
Kerstin Kjellberg-Jacobsson och Immanuel Häusler och med modell av betongskepp till lekplats i Skönstavik.

Kerstin Kjellberg-Jacobsson, född 2 september 1930 i Helsingborg, är en svensk skulptör och grafiker.
Kerstin Kjellberg-Jacobssons far var präst och hon växte upp i Helsingborg och Mörrum. Som 17-åring kom hon in på teckningslärarlinjen på Konstfack i Stockholm. År 1954 fortsatte hon sina studier vid Konstakademien, där hon hade Bror Hjorth som lärare i teckning. Hon studerade på Kungliga Konsthögskolans skulpturskola 1954–1959.
Hon har gjort skulpturer och medaljer och etsningar. Ett av hennes mest beskådade verk är hyllningen till Anna Lindhagen, skulpturen Anna Lindhagens minne, i form av en stor medalj, rest 1987 vid Fjällgatan i Stockholm. Skulpturens framsida (mot Saltsjön) visar Anna Lindhagen och baksidan (mot Fjällgatan) är visar Mälardrottningen omgiven av talrika stockholmsmotiv.
| ”                             | Skulptur är för mig en strävan efter en enkel och klar form fylld av inre rörelse, som uttrycker liv. Att formen tydligt skildrar tanken - idén - motivet och ger en upplevelse hos betraktaren. Ingenting är för oansenligt att söka forma. | „ |
| – Kerstin Kjellberg-Jacobsson | |   |

## Bilder

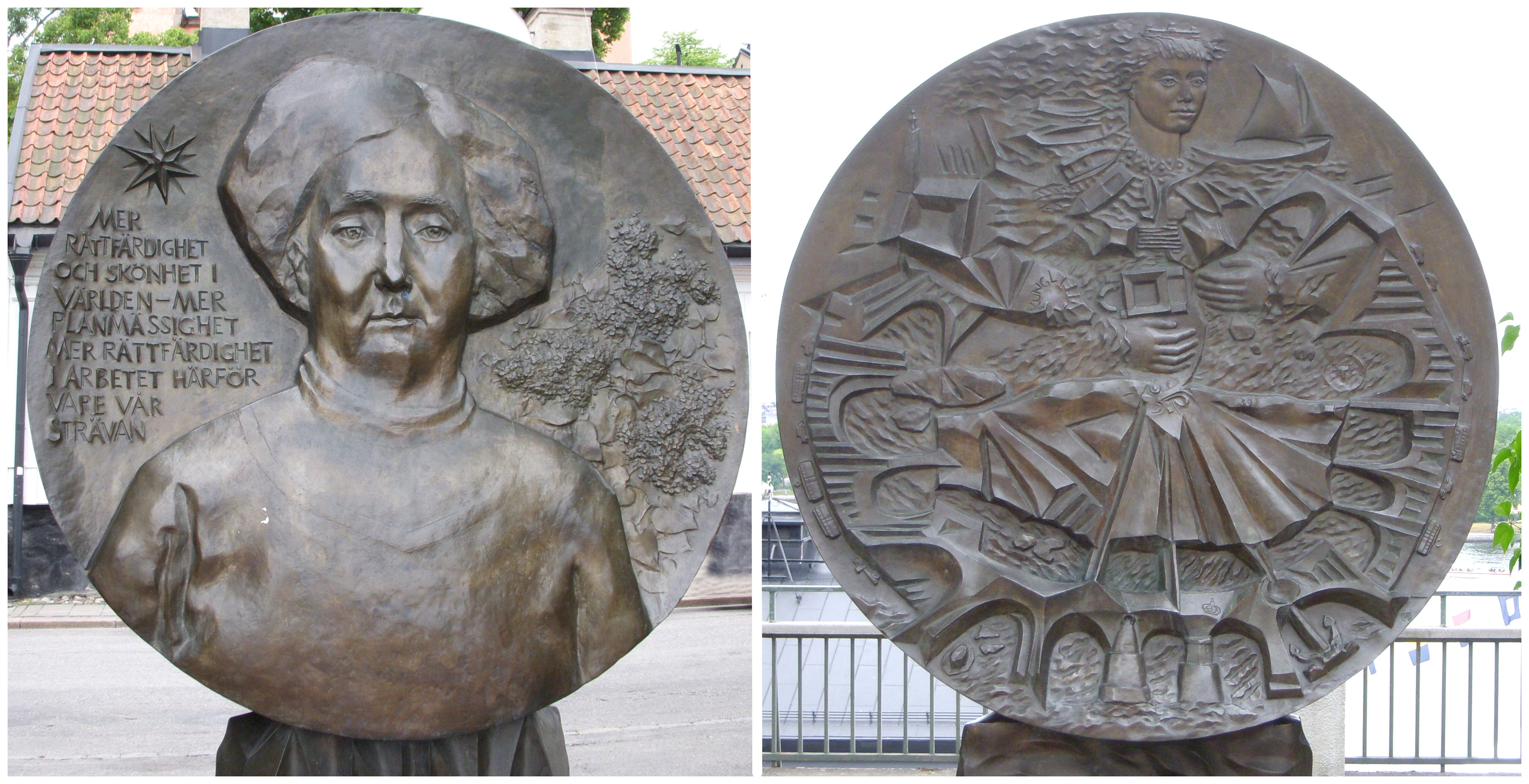
Anna Lindhagens minne vid Fjällgatan i Stockholm
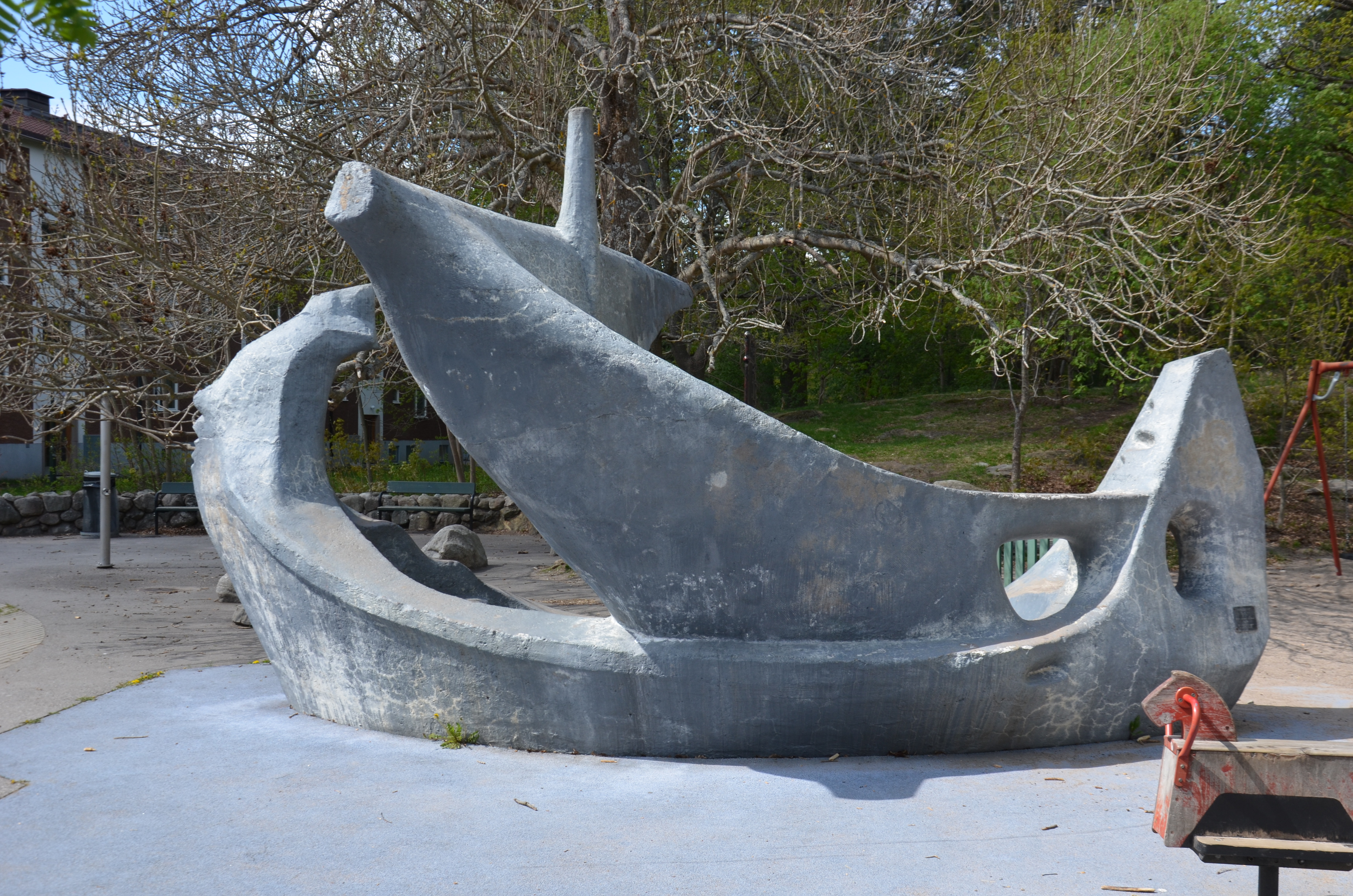
Skepp i Sköndal i Stockholm
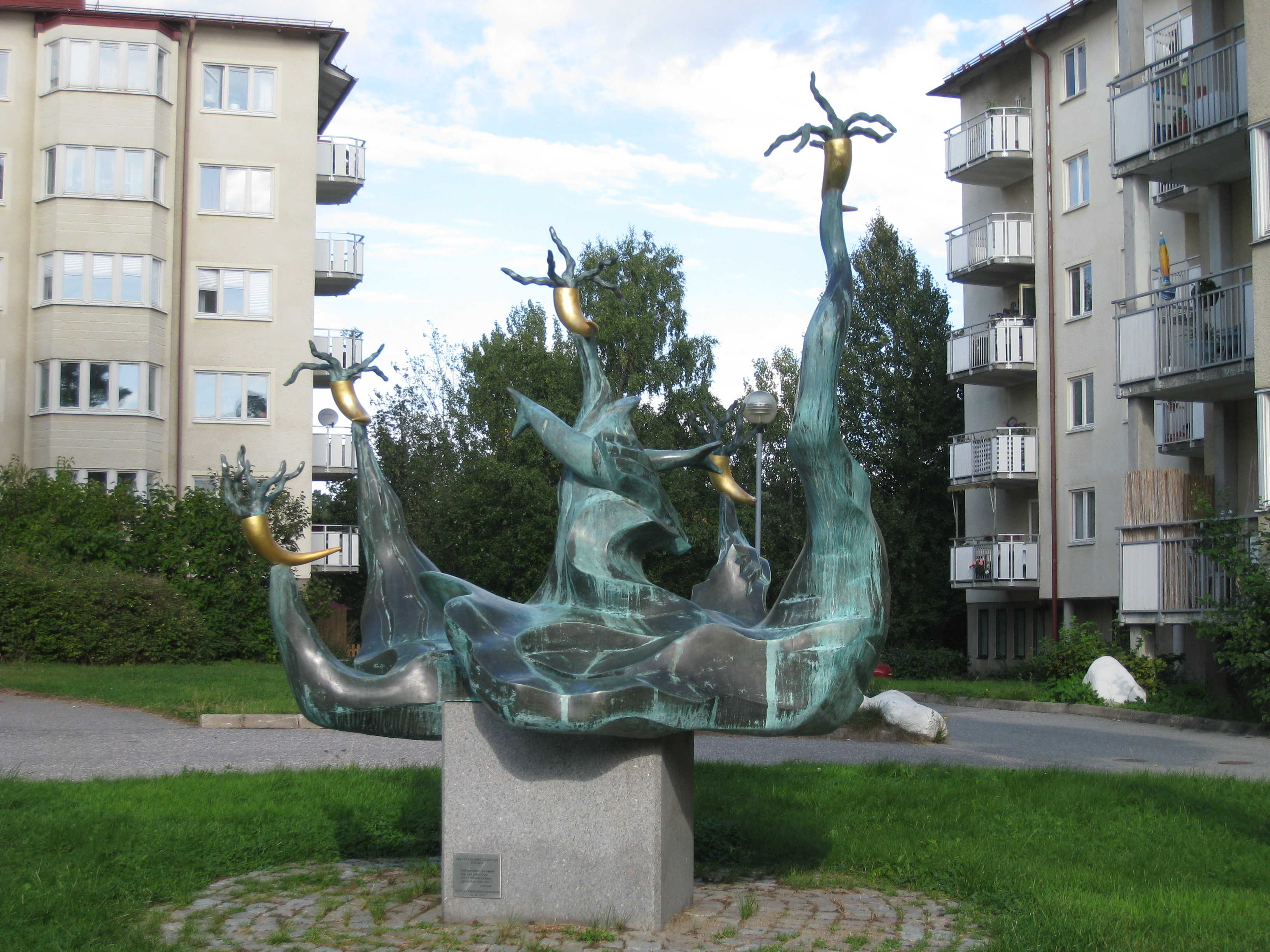
Se Brunnsvikens små najader höja sina gyllene horn, och de frusande kaskader sprutas över Solna torn ..., 2003–2005, Johannesfredsvägen i Ulvsunda